# Scipione Rebiba

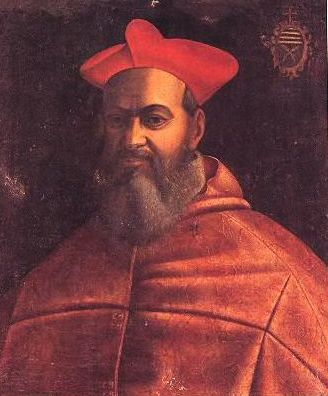
Kardinal Scipione Rebiba

Scipione Rebiba (* 1504 in San Marco d’Alunzio; † 23. Juli 1577 in Rom) ist derjenige Kardinal, auf den die meisten namentlich bekannten Sukzessionslinien (Apostolische Sukzession) zurückgehen.

## Leben

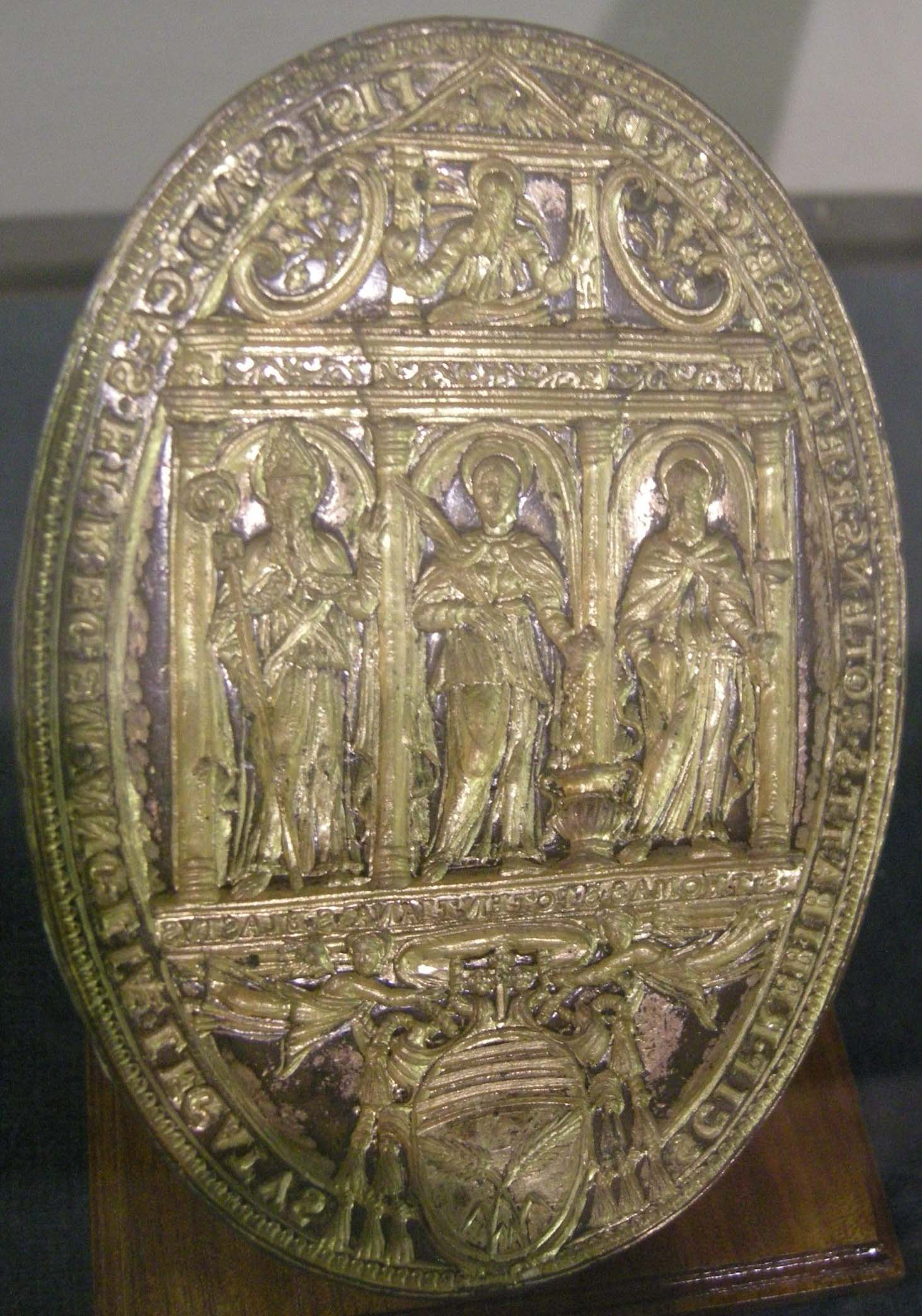
Siegel des Kardinals Rebiba

Scipione Rebibas Kardinalswappen

Rebiba studierte in Palermo, wo er auch ein Kanonikat an der Kirche Santa Maria dei Miracoli besaß, auf welches er jedoch schon bald verzichtete. Nun nach Rom gehend, gehörte er dem Haushalt des Kardinals Gian Pietro Carafa an, der auch Erzbischof von Chieti war. Am 16. März 1541 zum Titularbischof von Amyclae und Weihbischof in Chieti ernannt, scheint er sich jedoch auch weiterhin in Rom aufgehalten zu haben, wo wir ihn als Apostolischen Protonotar vorfinden. Als sein Förderer Carafa 1549 Erzbischof von Neapel geworden war, sandte er Rebiba dorthin, wo er ein Jahr als Vikar und Stellvertreter des Erzbischofs amtierte. Seit 12. Oktober 1551 Bischof von Mottola, war er vom 5. Mai bis zum 20. Dezember 1555 Gouverneur der Stadt Rom. Nachdem Kardinal Carafa 1555 zu Papst Paul IV. gewählt worden war, kreierte dieser Rebiba im Konsistorium vom 20. Dezember 1555 als Kardinal und ernannte ihn am 24. Januar 1556 zum Kardinalpriester der Titelkirche Santa Pudenziana. Am 13. April 1556 zum Erzbischof von Pisa erhoben, verzichtete er auf dieses Amt am 19. Juni 1560 und wurde am gleichen Tag zum Bischof von Troia ernannt, das er wenige Wochen später seinem Neffen Prospero abtrat. Als Kardinal wechselte er 2. Juli 1565 auf die Titelkirche Sant’Anastasia. Wenig später wurde Kardinal Rebiba von Papst Paul IV. am 8. Dezember 1565 zum Titularpatriarchen von Konstantinopel ernannt. Nachdem er bereits am 7. Oktober 1566 Kardinalpriester von Sant’Angelo in Pescheria geworden war, wechselte er am 3. Juli 1570 erneut und wurde nun Kardinalpriester von Santa Maria in Trastevere. Zugleich Mitglied der Inquisition (heute Dikasterium für die Glaubenslehre), wurde er am 8. April 1573 Kardinalbischof von Albano und am 5. Mai 1574 Kardinalbischof von Sabina. Sein Grab befindet sich in der Kirche San Silvestro al Quirinale.

## Apostolische Sukzession
Auf Scipione Rebiba führen sich heute fast alle katholischen Bischöfe zurück. Wer ihn jedoch zum Bischof geweiht hat, ist nicht bekannt. Möglicherweise war es sein großer Gönner Gian Pietro Carafa, der spätere Papst Paul IV., dessen Linie sich bis 1442 zurückführen lässt (Oliviero Carafa, Leone de Simone).
Er war u. a. Hauptkonsekrator von: 
- Giulio Antonio Santorio
- Sel. Paolo Burali d’Arezzo CR
- Bischof Gonzalo Herrera Olivares
- Bischof Gregorio Cruz OP

und erster Mitkonsekrator von:
- Bischof Francisco Frías

## Bibliographie
- Basilio Rinaudo: Il cardinale Scipione Rebiba (1504–1577). Vita e azione pastorale di un vescovo riformatore. Patti, L'Ascesa 2007, ISBN 978-88-903039-0-6.